# Roman Luduczin
Roman Władimirowicz Luduczin, ros. Роман Владимирович Людучин (ur. 4 maja 1988 w Penzie) – rosyjski hokeista, reprezentant Rosji.

## Kariera
- Dizel Penza 2 (2005-2007)
- Dizel Penza (2005-2008)
- Spartak Moskwa (2008-2012)
  -  Mołot-Prikamje Perm (2008)
- Łokomotiw Jarosław (2012-2013)
- Nieftiechimik Niżniekamsk (2013)
- Torpedo Niżny Nowogród (2014)
- HK Soczi (2014-2016)
- Jugra Chanty-Mansyjsk (2016-2017)
- Dizel Penza (2017)
- Gangwon High1 (2018-2019)
- Arłan Kokczetaw (2019-2020)
- Újpesti TE (2020)

Wychowanek Dizelu Penza. Od maja 2012 zawodnik Łokomotiwu Jarosław. Od końca stycznia 2013 do 31 grudnia 2013 zawodnik Nieftiechimika Niżniekamsk. Od początku stycznia do końca kwietnia 2014 zawodnik Torpedo Niżny Nowogród. Od maja 2014 zawodnik HK Soczi. Od lipca 2016 zawodnik Jugry. Od lipca 2017 zawodnik chińskiego klubu Kunlun Red Star. Od początku sezonu 2017/2018 do końca października 2017 zawodnik Dizelu Penza. W sezonie 2018/2019 reprezentował południowokoreański zespół Gangwon High1. Od września 2019 zawodnik kazachskiego Arłanu Kokczetaw. W czerwcu 2020 przeszedł do węgierskiego Újpesti TE. W listopadzie 2020 odszedł z klubu.